# میوه درخت فاسد
میوه درخت فاسد (به انگلیسی: Fruit of the poisonous tree) اصطلاحی حقوقی است که برای توصیف دلیل و مدرکی به کار می‌رود که به صورت غیرقانونی به دست آمده‌است. منطق این اصطلاح آن است که اگر منشاء تحصیل دلیل یا حتی خود دلیل (درخت) غیرقانونی و فاسد باشد، متعاقباً هر نتیجه و استفاده‌ای که از آن شود (میوه) نیز غیرقانونی و فاسد است.
این اصطلاح در ادبیات نظام‌های قضایی کامن لاء - خصوصاً ایالات متحده - رایج است و در ادبیات حقوقی ایران به این کیفیت مرسوم نیست، بلکه از آن تحت قاعده‌ای به نام «تحصیل نامشروع دلیل» یا «تحصیل دلیل نامشروع» یاد می‌شود.
عبارت «تحصیل نامشروع دلیل» توجه به روش و کیفیت به دست آوردن دلیل دارد؛ به این معنا که آیا دلیل، با رعایت کلیه شرایط قانونی و شرعی به دست آمده‌است یا خیر. بنابراین جنبه‌ی «مصدری» دارد و ناظر به «فرآیند عملی به دست آوردن دلیل» است. اما عبارت «تحصیل دلیل نامشروع» توجه به کیفیت خود دلیل دارد؛ به این معنا که آیا دلیل، قابلیت قانونی و شرعی استناد در دادرسی را دارد یا خیر. بنابراین جنبه ی «محصولی» دارد و ناظر به «آن چیزی است که در جریان تحقیقات قانونی به دست‌ آمده‌است». به عبارت دقیق‌تر، دلیل فاسد (دلیل نامشروع یا دلیل غیرقانونی)، دلیلی است که به جهت عدم رعایت شرایط قانونی در زمان به دست آوردن، قابلیت استناد و استفاده در دادرسی را ندارد. لذا از آنجا که عبارت «میوه درخت فاسد» نیز اشاره به مصدر و اسلوب تحقیقات کیفری دارد، معادل مناسب آن در نظام حقوقی ایران، عبارت «تحصیل نامشروع دلیل» می‌باشد.
قاعده میوه درخت فاسد، ریشه در قرار احضار زندانی (Habeas corpus) در نظام قضایی انگلستان دارد که بعداً به نظام‌های قضایی دیگر نیز سرایت نموده است و به‌طور تاریخی از ابزارهای قضایی برای حفاظت از آزادی‌های فردی در برابر اعمال خودسرانه دولتی بوده‌است.  به موجب این حق شخص بازداشت‌شده، می توانست بازداشت یا زندانی شدن خود را به دادگاه گزارش کند و از دادگاه درخواست صدور قرار برای احضار زندانی به دادگاه و بررسی قانونی بودن بازداشت یا غیرقانونی بودن آن را نماید. این حق در نظام حقوقی انگلستان پایه‌گذاری شده و سپس به بسیاری از کشورهای دیگر دنیا نیز وارد شده‌است. این حق به‌طور تاریخی از ابزارهای قضایی برای حفاظت از آزادی‌های فردی در برابر اعمال خودسرانه دولتی بوده‌است.

## مقدمه: نقش دلیل در دادرسی کیفری
در امور کیفری، دلیل به هر چیزی که منجر به کشف واقعیت شود گفته می‌شود. نقشی که دلیل در یک دادرسی کیفری می‌تواند ایفاء کند، ارتباط نزدیکی با نوع نظام کیفری دارد. به طور کلی نظام‌های کیفری به سه گروه «نظام اتهامی» و «نظام تفتیشی» و «نظام مختلط» تقسیم می‌شوند.

### نظام اتهامی
هدف این نظام، فصل خصومت است. لذا در این نظام، قاضی مانند تماشاگر نزاع حقوقی میان متهم و دادستان است که از یک سو  بر روند صحیح دادرسی نظارت می‌کند و از سوی دیگر در مقام اتخاذ تصمیم، به نفع طرفی که دلایل قوی‌تری ارائه کرده، رای صادر می‌نماید. به عبارت دیگر، در این نظام، نبرد میان دلایل ارائه شده توسط طرفین صورت می‌گیرد، بنابراین کیفیت تحصیل دلیل در این نظام بسیار حائز اهمیت است. به همین علت در این نظام، قاضی حق جمع‌آوری دلیل به نفع یکی از طرفین را ندارد. نمونه فعلی این نظام، نظام حقوقی انگلیس و آمریکا می‌باشد.

### نظام تفتیشی
هدف این نظام، کشف حقیقت است، لذا در این نظام، دادرسی کیفری به نبرد قضایی میان متهم و قاضی به عنوان نماینده جامعه تبدیل می شود و قاضی بر اساس محتویات پرونده و دلایل ارائه شده از ناحیه متهم، رسیدگی و اتخاذ تصمیم می‌نماید.به عبارت دیگر، در این نظام، قدرت ادله لزوماً موجب غلبه یک طرف بر دعوای کیفری نمی‌گردد، بلکه دلایلی که کاشف از واقع باشند (ولو با قدرت ضعیف) می‌توانند مستند صدور حکم علیه متهم قرار گیرند. به همین علت در این نظام، قاضی حق جمع‌آوری دلیل را دارد. در این نظام، در خصوص کیفیت تحصیل دلیل، به آن اندازه‌ که در نظام اتهامی سخت‌گیری می‌شود، سخت‌گیری نمی‌شود زیرا هدف غایی دادرسی را کشف حقیقت می‌دانند.

### نظام مختلط
در این نظام با تفکیک مرحله تحقیق از مرحله محاکمه، از ویژگی های مثبت هر یک از دو نظام پیشین، به تفکیک استفاده شده است. نمونه فعلی این نظام، نظام حقوقی فرانسه و آلمان و ایران می‌باشد.

## ایالات متحده آمریکا

### قاعده اصلی
این قاعده برای اولین بار در پرونده شرکت سیلورتورن علیه دولت فدرال ایالات متحده در سال ۱۹۲۰ در دیوان عالی کشور مطرح گردید. در این پرونده شرکت سیلورترون خواهان عدم پرداخت مالیات به دولت فدرال بود و ماموران فدرال، به صورت غیرقانونی دفاتر مالی آن شرکت را ضبط و اقدام به تهیه رونوشت ( کپی ) از آن و مستندسازی پرونده مالیاتی علیه آن شرکت نمودند. چالش اصلی پرونده این بود که آیا می‌توان در دادگاه برای اثبات ادعای دولت ایالت متحده در مطالبه‌ی مالیات، به مدرکی استناد کرد که به صورت غیرقانونی به دست آمده است یا خیر؟ قاضی الیور وندل هولمز (Oliver Wendell Holmes, Jr) در رای خود چنین اظهارنظر نمود که پذیرفتن چنین مدرکی در دادگاه، عملاً موجب می‌شود که ضابطین قضایی (پلیس) تشویق به نقض متمم چهارم قانون اساسی ایالات متحده آمریکا شوند. بنابراین رونوشت مدارک مالی شرکت که به صورت غیرقانونی به دست آمده است، نامشروع تلقی و در دادگاه غیرقابل استناد اعلام شدند. در این رای آمده است:
متمم چهارم [قانون اساسی] از شرکت و مسئولان آن در برابر اسناد و دفاتر مالی شرکت که به صورت قهری تحصیل و به ضرر آنان در دادرسی کیفری ارائه شده است، محافظت می‌کند؛ در صورتی که منشاء اطلاعاتی که توسط دولت منجر به ضبط و کشف این دفاتر و اسناد شده است، تفتیش و تحقیق غیرقانونی (مغایر با حقوق اساسی) بوده باشد. 

اصطلاح «میوه درخت فاسد» برای اولین بار در سال ۱۹۳۹ در پرونده ناردون علیه دولت فدرال ایالات متحده در دیوان عالی کشور مورد استفاده قرار گرفت. قاضی فلیکس فرانکفورتر (Felix Frankfurter) در رای خود چنین اظهارنظر نمود که دلایل و مدارکی که از طریق شنود غیرمجاز مکالمات اشخاص (شنود بدون دستور مقام قضایی) توسط ضابطین قضایی (پلیس) به دست می‌آید، برخلاف مقررات قانون ارتباطات عمومی مصوب ۱۹۳۴ می‌باشد و در نتیجه چنین دلایلی در دادگاه غیرقابل استناد می‌باشند؛ نه تنها خود مدارکی که در نتیجه شنود غیرمجاز به دست آمده‌اند ( مانند مکالمات طرفین ) غیرقابل استناد می‌باشند، بلکه حتی دلایل و مدارکی که اطلاع از وجود آنها، به دلیل شنود غیرمجاز بوده باشد (آگاهی ناشی از شنود غیرمجاز، به نحوی که اگر شنود غیرمجاز اتفاق نیوفتاده بود، ضابطین آنها را کشف نمی‌کردند) نیز در دادگاه غیرقابل استناد می‌باشند. در این رای آمده است: 
رویکرد منطقی در خصوص این پرونده  ... آن است که در مرحله اول، متهم ثابت نماید که شنود مکالمات او به صورت غیرقانونی صورت گرفته است. زمانی که این موضوع ثابت شد (که در مانحن فیه ثابت شده است) در مرحله بعد دادگاه به متهم این حق را می‌دهد تا ثابت کند که دلایل و مدارک اصلی پرونده که به ضرر او هستند، میوه درخت فاسد بوده‌اند. در این مرحله است که به دادستانی این فرصت داده می‌شود تا [در نقطه مقابل] ثابت نماید که این مدارک، از طریق منشاء مستقلی [به غیر از شنود غیرمجاز] به دست آمده‌اند.
قاعده میوه درخت فاسد هر مدرکی را در بر می‌گیرد که توسط ضابطین قضایی در نتیجه‌ی نقض یکی از حقوق اساسی متهم به دست آمده باشد.  در مثالی دیگر، اگر مامور پلیس اقدام به تفتیش غیرقانونی خانه شخصی نماید (تفتیش مغایر با حقوق اساسی متمم چهارم) و در نتیجه این جستجو، کلید صندوق امانات مربوط به یک ایستگاه قطار را پیدا کند که در آن صندوق، مدارک مربوط به وقوع یک جرم نگه‌داری شده باشد (مانند اسلحه قتل)، مدارک و دلایل به دست آمده تحت نظریه میوه درخت فاسد قرار گرفته و در دادگاه قابل استناد نمی‌باشند. [منظور از غیرقابل استناد بودن در دادگاه این است که این مدارک علیه آن شخص قابل استنفاده نیستند و تاثیری در مسیر پرونده ایجاد نمی‌کنند، گویی که این مدارک اساساً وجود خارجی ندارند.] 
نظریه میوه درخت فاسد، بخشی از  قاعده استثناء می‌باشد که به موجب آن، چنانچه حقوقی که در متمم چهارم قانون اساسی برای اشخاص مردم [ملت] مقرر شده است، توسط حکومت [دولت] نقض گردد و در نتیجه این نقض حقوق، دلایل و مدارکی علیه شخص به دست بیاید، این دلایل و مدارک در دادگاه کیفری علیه او قابل استناد نمی‌باشد. همسو با قاعده اصلی، هدف نهایی نظریه میوه درخت فاسد نیز این است که مانع از آن شود که ضابطین قضایی، به بهانه‌ی جمع‌آوری مدارک و دلایل وقوع جرم، برخلاف قانون عمل نمایند.

### استثناهای نظریه
این نظریه دارای ۴ استثناء می باشد که در آن شرایط، دلیل فاسد می‌تواند در دادگاه مورد استناد قرار گیرد: 
1. مدرک در یک تحقیق مستقل یا قانونی دیگر نیز کشف شده باشد (کشف مستقل)؛
2. مدرک در وضعیتی قرار داشته که در هر صورت (رفتار قانونی یا غیرقانونی) توسط ضابطین قضایی کشف می‌شده است(کشف اجتناب ناپذیر)؛
3. رفتار غیرقانونی تاثیری در کشف دلیل نداشته یا تاثیر آن بسیار کم و قابل چشم‌پوشی بوده‌است؛[۱۰]
4. در مواردی که دستور تفتیش بدون وجود دلایل کافی برای توجه اتهام به متهم صادر شده‌است [و از این حیث مخدوش باشد] اما این دستور توسط ضابطین قضایی از روی حسن نیت انجام شده باشد(استثنای نقض باحسن‌نیت)

#### استثنای نخست: کشف مستقل
در صورتی که یک دلیل حین تفتیش غیرقانونی یا در نتیجه آن کشف گردد اما متعاقباً همان دلیل، از طریق دیگری که ارتباطی به رفتار غیرقانونی گذشته نداشته است، مجدداً به دست آید، این دلیل در دادگاه قابل استناد خواهد بود.
باید به این نکته توجه داشت که در صورتی که درخواست ضابطین قضایی برای تفتیش یک محل، ناشی از آن باشد که در  جریان بازرسی غیرقانونی قبلی، دلیل یا مدرکی را در آن محل ملاحظه کرده‌اند، این استثناء اعمال نمی‌گردد و دلیل به دست آمده همچنان غیرقابل استناد خواهد بود زیرا هرچند این مدرک، ظاهراً در یک بازرسی مستقل به دست آمده است، اما از آنجا که منشاء درخواست تفتیش، آگاهی ناشی از تحقیق غیرقانونی سابق بوده است، لذا ماهیتاً یک تحقیق مستقل تلقی نمی‌گردد و این بازرسی، همچنان آلوده به اقدام غیرقانونی قبلی می‌باشد. همچنین در صورتی که اطلاعات و مشاهدات ناشی از ورود غیرمجاز، در اختیار مقام قضایی یا رییس کلانتری قرار گرفته باشد و آن مقام، تحت تاثیر این اطلاعات دستور ورود و بازرسی محل را صادر نماید، دلیل کشف شده همچنان در دادگاه غیرقابل استناد خواهد بود.

#### استثنای دوم: کشف اجتناب ناپذیر
در صورتی که یک مدرک حین تفتیش غیرقانونی کشف گردد، اما اوضاع و احوال پرونده به نحوی بوده باشد که این مدرک، در جریان عادی تحقیقات و  بدون وقوع تفتیش غیرقانونی یا آگاهی ناشی از آن، در هر صورت توسط ضابطین قضایی کشف می‌گردید، مدرک کشف شده در دادگاه قابل استناد خواهد بود.
این قاعده اولین بار در پرونده نیکس (Nix) علیه ویلیامز (Williams) در سال ۱۹۸۴ در دیوان عالی ایالات متحده مطرح گردید. در این پرونده، متهم - ویلیامز - با استناد به متمم ششم قانونی اساسی مبنی بر حق مشاوره متهم با وکیل در جریان تحقیقات جنایی، مدعی گردید که او در جریان تحقیقات از حق داشتن وکیل محروم گردیده و در نتیجه اطلاعاتی که ضابطین در جریان بازجویی از او، در خصوص محل کشف جسد مقتول به دست آورده‌اند، در دادگاه غیرقابل استناد است. دیوان عالی بعد ار زسیدگی، کشف جسد مقتول توسط ضابطین قضایی را حتی بدون اقرار متهم، غیرقابل اجتناب توصیف نمود زیرا جست‌و‌جوی گسترده‌ای برای پیدا کردن جسد مقتول توسط ضابطین قضایی در هر منطقه‌ای که احتمال حضور مقتول در آنجا می‌رفت، صورت گرفته بود و بنابراین، حتی اگر متهم محل کشف جسد را اعلام نمی‌نمود، جسد مقتول در نهایت پیدا می‌گردید.

#### استثنای سوم: سبب غیرموثر
در صورتی که نقض قانون توسط ضابطین قضایی در تحصیل مدرک یا شهادت، تاثیری جزئی داشته باشد یا عامل مستقلی بین نقض قانون و تحصیل دلیل وجود داشته باشد، چنین مدرک و شهادتی در دادگاه قابل استناد می‌باشد. برای مثال، در صورتی که ضابطین قضایی به نحو غیرقانونی از وجود شاهد بر وقوع جرم آگاه شوند، طبق نظریه میوه درخت فاسد، درخواست شهادت از چنین شاهدی توسط دادگاه پذیرفته نخواهد شد، اماچنانچه خود شاهد، آزادانه و داوطلبانه حاضر به حضور در دادگاه و ادای شهادت باشد، اراده و خواست این شاهد، به عنوان عامل مستقلی تلقی می‌گردد که رابطه علیّت میان نقض قانون و تحصیل دلیل را قطع می‌نماید، لذا شهادت چنین شاهدی در دادگاه قابل استناد می‌باشد.

#### استثنای چهارم: نقض باحسن‌نیت
در صورتی که با نقض حقوق برخاسته از متمم چهارم قانون اساسی، تفتیش محلی صورت گرفته‌ و دلایل مجرمانه‌ای به دست آمده‌باشد اما ضابطین قضایی از روی حسن‌نیت - بدون آگاهی به غیرقانونی بودن دستور یا اقدام خود - محل را بازرسی کرده باشند، دلیل به دست آمده در دادگاه قابل استناد خواهد‌ بود. منظور از حسن نیت در تفتیش این است که ضابطین قضایی، در عملکرد خود دچار اشتباه شده و دلیلی برای باور به قانونی بودن دستور یا اقدام خود داشته‌باشند. ملاک ارزیابی وجود این باور، اشتباه نوعی اشخاص نسبت به موضوع است؛ به این معنا که چنانچه هر شخصی متعارف و معقولی در جایگاه ضابطین قضایی قرار گیرد، مرتکب همان اشتباه و عملکرد می‌گردد که آنها در مقام تحصیل دلیل مرتکب شده‌اند. 

## فرانسه
در حقوق فرانسه این اصطلاح به آن کیفیت که در حقوق آمریکا مطرح است، مرسوم نیست و قانونگذار فرانسوی به جای آن، از اصطلاح «بی‌اعتباری دلیل» یا «بطلان دلیل» استفاده نموده است.
در این نظام حقوقی، حقوق‌دانان بر اساس منشاء پیدایش و ظهور این قاعده (ممنوعیت استفاده از دلیل نامشروع) ، آن را در سه گروه دسته‌بندی می‌نمایند: 
- بی‌اعتباری قانونی: ممنوعیت استفاده از دلیل نامشروع به موجب قانون مصوب؛
- بی‌اعتباری قضایی: ممنوعیت استفاده از دلیل نامشروع در رویه قضایی؛
- بی‌اعتباری مرتبط با نظم‌عمومی

### قانون آیین دادرسی کیفری
ماده ۱۷۱ قانون آیین دادرسی کیفری فرانسه اشعار می‌دارد:«عدم رعایت تشریفات اساسی پیش‌بینی شده در این قانون یـا دیگـر مقـررات آیـین دادرسی کیفري موجب بی‌اعتباری (بطلان) ادله‌ی تحصیلی یا فرآیند دادرسی می‌گردد.» و مـاده ۸۰۲ قـانون آیین دادرسی کیفری فرانسه، «نقـض مقررات قانونی داراي ضمانت‌اجرای بی‌اعتباری» را موجب بی‌اعتباری دلیل دانسته است (بی‌اعتباری قانونی). هر چند قانونگذار فرانسوی از ماده ۱۷۰ تـا ۱-۱۷۴ را به موضوع «بی‌اعتباری تحقیقات» اختصاص داده است ولی در این مواد، مصادیق بی‌اعتباری [قانونی] را ذکر ننموده‌است. با کنکاش در میان مواد قانونی، به راحتی می‌تـوان برخی از مصادیق این نوع بی‌اعتباری را شناسایی کرد. ماده ۵۹ قانون آیین دادرسی کیفـری، در مورد تفتیش‌های خانگی و بازرسی در چارچوب جرایم مشهود بـه منظـور تحصـیل دلیل مقرر می‌دارد: «به جز مواردی که از داخل خانه اعلام می‌شود یا استثناهای پیشبینی شده در قانون، تفتیش و بازرسی از محل اقامت اشخاص، قبل از ساعت ۶ صبح و بعد از ساعت ۲۱ شب امکان پذیر نیست. عدم رعایت تشریفات مذکور در مـاده ۵۶ ،۱-۵۶ و ۵۷ و ماده حاضر دارای ضمانت اجرای بطلان است». پـس عـدم رعایـت تشـریفات مذکور در این مواد، محکوم به مجازات بی‌اعتباری در مفهوم ماده ۸۰۲ قانون آیین دادرسـی کیفری یعنی بی‌اعتباری قانونی منصوص شده است. نمونه دیگر بی‌اعتباری منصوص یا قانونی را می‌توان در خصوص عدم رعایت شیوه‌های قانونی در خصوص رهگیری خطوط ارتبـاطی اقامتگاه و محل کار نمایندگان یا سناتورها یا وکـلای دادگسـتری یـا دادرسـان دادگـاه ملاحظه نمود که براساس بند آخر ماده ۷-۱۰۰ قانون آیین دادرسی کیفري «عدم رعایت شیوه‌های پیشبینی شده در ماده‌ی حاضر» رسیدگی را در معرض بی‌اعتباری قرار می‌دهـد . همچنین عدم رعایت ضوابط و مقررات قانونی در خصوص تفتیش بـدنی، توقیـف هـا، بررسی هویت منجر به بی‌اعتباری قانونی تحقیقات می‌گردد. 

### رویه قضایی
مصادیق این بی‌اعتباری برخلاف دسته نخست، توسـط قـانون پـیش‌بینـی نشـده‌اسـت و رویه‌ی قضایی آنها را تعیین می‌کند. [برای مثال] عدم رعایت تشریفات اساسی پـیش‌بینـی‌شـده توسط مقررات قانون آیین دادرسی کیفری علت بی‌اعتباری [قضایی دلیل] دانسته شده است و رویـه قضایی معتقد است علی رغم وجود بی‌اعتباری قانونی، اهمیت کافی براي توجیه چنین بی‌اعتباری‌هایی وجود دارد. بنابراین نقض تشـریفات اساسـی دادرسی و منافع اساسی اصحاب دعوا مانند حقوق دفاعی متهم و تضمینات مربوط بـه تحت‌نظر [قرار‌ دادن متهم ] باعث بی‌اعتباری قضایی ادله تحصیلی می‌گردد. 
رویه‌ی قضایی براي اولین بار بر‌اساس بند ۲ ماده ۴۰۸ قانون تحقیقـات جنـایی، تحت شرایط خاصی اجازه بی‌اعتباری اعمال مربوط به دادرسی [و تشکیل] جلسه دادگاه را می‌دهد- هر چنـد کـه از نظر متون قانونی، [ضمانت اجرای] بی‌اعتباری از نظر متون قانونی مربوط بـه فقـدان [رعایت] تشـریفات [تحصیل دلیل] نباشـد - و به این ترتیب، دیوان عالی کشور [است] که در آرای خود، مصادیق بی‌اعتباری قضایی را تعیین می‌نماید. مثلاً شعبه جنـایی [دیوان عالی کشور] می‌تواند تصمیم بگیرد که دعوت وکیل مـتهم یـا مـدعی خصوصـی در آدرس قـدیمی نامعتبر، منجر به بطلان بازجویی متهم یا استماع مدعی خصوصی در غیاب وکیـل مـی‌گردد. پس مقررات راجع به دعوت وکیـل، مقررات اساسی محسوب می‌شود. برعکس، عدم ذکر نام نماینده دادسرا بـر روي پـیش نـویس تصـمیم دادگـاه، نقـض تشـریفات اساسـی دادرسـی محسـوب نمـی‌گـردد. 
به طور کلی، شیوه‌هایی که نقض آنها، به حقوق دفاعی اشـخاص لطمـه وارد آورد، از دیدگاه شعبه جنایی دیوان عالی کشور، منجر به بطلان ذاتی می‌گـردد. در واقع بی‌اعتباری‌های قانونی و قضایی براي حمایت از منافع اشخاص پیش‌بینی شـده‌انـد.

## ایران
در نظام حقوقی ایران، قانون یا ماده‌ای که به صورت صریح و مستقیم این نظریه را قاعده‌سازی کرده باشد، وجود ندارد و فقط اصل سی و هشتم از قانون اساسی و ماده ۳۰  قانون آیین دادرسی کیفری به نحو محدود به این قاعده اشاره‌ شده است. همچنین در برخی از مواد قانون آیین دادرسی کیفری نیز تحصیل دلیل برخلاف مقررات قانونی ممنوع اعلام شده است، اما در سایر موارد مشخصاً در خصوص اثر این ممنوعیت (قابل استناد بودن دلیل نامشروع در دادگاه یا غیرقابل استناد بودن آن) اظهارنظر ننموده است.

### قانون اساسی
در اصل سی و هشتم از قانون اساسی،  تحصیل دلیل یا کسب اطلاع از طریق شکنجه، ممنوع  و نتایج حاصل از آن بی‌اعتبار اعلام گردیده است. به موجب این اصل: «هر گونه‏ شکنجه‏ برای‏ گرفتن‏ اقرار و یا کسب‏ اطلاع‏ ممنوع‏ است‏. اجبار شخص‏ به‏ شهادت‏، اقرار یا سوگند مجاز نیست‏ و چنین‏ شهادت‏ و اقرار و سوگندی‏ فاقد ارزش‏ و اعتبار است‏. متخلف‏ از این‏ اصل‏ طبق‏ قانون‏ مجازات‏ می‏ شود.»

### قانون آیین دادرسی کیفری
ماده ۳۰ قانون آیین دادرسی کیفری خصوصیات و شرایط عملی احراز عنوان «ضابط دادگستری» را تبیین نموده است و به موجب آن: «احراز عنوان ضابط دادگستری، علاوه بر وثاقت و مورد اعتماد بودن منوط به فراگیری مهارت‌های لازم با گذراندن دوره‌های آموزشی زیر نظر مرجع قضایی مربوط و تحصیل کارت ویژه ضابطان دادگستری است. » بنابر این ماده، شخصی از نیروهای مسلح، ضابط قضایی محسوب می گردد که واجد شرایط ذیل باشد:
- وثاقت و مورد اعتماد بودن؛
- فراگیری مهارت‌های لازم و گذراندن دوره‌های آموزشی زیر نظر مراجع قضایی؛
- تحصیل کارت ویژه ضابطان دادگستری.

بنابراین اگر شخصی از نیروهای مسلح، فاقد یکی از شرایط فوق باشد اساساً به عنوان «ضابط دادگستری» شناخته نمی‌شود. در خصوص تحقیقات و اقدامات قضایی مربوط توسط شخصی که فاقد شرایط فوق باشد، قانونگذار صرفاً نسبت به شرط «عدم تحصیل کارت ویژه ضابط دادگستری» واکنش نشان داده و اعلام نموده است: «تحقیقات و اقدامات صورت گرفته از سوی اشخاص فاقد این کارت، ممنوع و از نظر قانونی بدون اعتبار است.» لذا قانونگذار، چنین فرض کرده است که شخصی که کارت ویژه ضابط دادگستری را تحصیل نماید، حتماً مورد وثوق و اعتماد بوده و حتماً مهارت‌های لازم را فراگرفته و دوره‌های آموزشی را نیز گذرانده است؛ به همین علت از میان مجموع شرایط فوق، صرفاً عدم تحصیل کارت ویژه را موجب بی‌اعتباری تحقیقات و اقدامات دانسته است. 
ترکیب «تحقیقات و اقدامات» دلالت بر هر آن چیزی دارد که از ناحیه‌ ضابط دادگستری قابل انجام می‌باشد؛ از جمله جلب و بازداشت متهم، بازجویی از متهم و شاهد و شاکی، انجام تحقیقات محلی و غیره.
در سایر مواد قانون‌ آیین دادرسی کیفری، هرچند تحصیل دلیل برخلاف مقررات، ممنوع بوده و برای متخلف (تحصیل‌کننده دلیل به صورت غیرقانونی) مجازات در نظر گرفته شده‌است، اما  در خصوص اثر این ممنوعیت‌ (برخلاف ماده ۳۰) هیچ اظهارنظر ننموده‌است:
- هرگاه قرائن و امارات مربوط به وقوع جرم مورد ترديد است يا اطلاعات ضابطان دادگستری از منابع موثق نيست، آنان بايد پيش از اطلاع به دادستان، بدون داشتن حق تفتيش و بازرسی يا احضار و جلب اشخاص، تحقيقات لازم را به عمل آورند و نتيجه آن را به دادستان گزارش دهند. دادستان با توجه به اين گزارش، دستور تكميل تحقيقات را صادر و يا تصميم قضائي مناسب را اتخاذ مي كند.[۱۹]
- ورود به منازل، اماكن تعطيل و بسته و تفتيش آنها، همچنين بازرسی اشخاص و اشياء در جرايم غيرمشهود با اجازه موردی مقام قضائی است، هر چند وی اجرای تحقيقات را به طور كلی به ضابط ارجاع داده باشد.[۲۰] جرم در موارد زیر مشهود است:
  - الف- در مرئی و منظر ضابطان دادگستری واقع شود يا مأموران ياد شده بلافاصله در محل وقوع جرم حضور يابند و يا آثار جرم را بلافاصله پس از وقوع مشاهده كنند؛
  - ب- بزه ديده يا دو نفر يا بيشتر كه ناظر وقوع جرم بوده اند، حين وقوع جرم يا بلافاصله پس از آن، شخص معينی را به عنوان مرتكب معرفي كنند؛
  - پ- بلافاصله پس از وقوع جرم، علائم و آثار واضح يا اسباب و ادله جرم در تصرف متهم يافت شود و يا تعلق اسباب و ادله ياد شده به متهم محرز گردد؛
  - ت- متهم بلافاصله پس از وقوع جرم، قصد فرار داشته يا در حال فرار باشد يا بلافاصله پس از وقوع جرم دستگير شود؛
  - ث - جرم در منزل يا محل سكنای افراد اتفاق افتاده يا در حال وقوع باشد و شخص ساكن، در همان حال يا بلافاصله پس از وقوع جرم، ورود مأموران را به منزل يا محل سكنای خود درخواست كند؛  ج - متهم بلافاصله پس از وقوع جرم، خود را معرفی كند و وقوع آن را خبر دهد.
  - چ - متهم ولگرد باشد و در آن محل نيز سوء شهرت داشته باشد.[۲۱]
- ضابطان دادگستری مكلفند طبق مجوز صادره عمل نمايند و از بازرسی اشخاص، اشياء و مكان های غيرمرتبط با موضوع خودداری كنند.[۲۲]
- در بازجويی ها اجبار يا اكراه متهم، استفاده از كلمات موهن، طرح سؤالات تلقينی يا اغفال كننده و سؤالات خارج از موضوع اتهام ممنوع است و اظهارات متهم در پاسخ به چنين سؤالاتی و همچنين اظهاراتی كه ناشی از اجبار يا اكراه است، معتبر نيست...[۲۳]

در ماده ۶۳ در خصوص ضمانت اجرای تخلف از مواد فوق چنین آمده است: «متخلف از مقررات مواد (۳۰)، (۳۴)، (۳۵)، (۳۷)، (۳۸)، (۳۹)، (۴۰)، (۴۱)، (۴۲)، (۴۹)، (۵۱)، (۵۲)، (۵۳)، (۵۵)، (۵۹) و (۱۴۱) اين قانون توسط ضابطان، موجب محكوميت به سه ماه تا يك سال انفصال از خدمات دولتی است.»

### فرمان هشت‌ماده‌ای امام خمینی
از آنجا که مقررات فوق، هرچند به طور صریح تحصیل دلیل از طریق نامشروع را ممنوع و جرم‌انگاری نموده‌اند اما هیچ مقرره‌ای مستقیماً به غیرقابل استناد بودن آن دلایل در دادگاه اشاره ننموده است (به استثنای موضوعات محدود موضوع اصل سی و هشتم قانون اساسی و ماده ۶۰ قانون آیین دادرسی کیفری)؛ لذا رویه قضایی برای پوشش این خلاء قانونی، به فرمان هشت‌ماده‌ای آیت‌الله خمینی استناد می‌نمایند که در تاریخ ۲۴‌ آذر ۱۳۶۱ به عنوان حکم حکومتی به کلیه دستگاه‌های اجرایی کشور ابلاغ گردید. بند ششم این فرمان، تجسس ضابطین قضایی (نیروی انتظامی) به منظور کشف جرم و گناه را حرام و ممنوع اعلام نموده‌است:
هیچ کس حق ندارد به خانه یا مغازه و یا محل کار شخصی کسی بدون اذن صاحب آنها وارد شود یا کسی را جلب کند یا به نام کشف جرم یا ارتکاب گناه، تعقیب و مراقبت نماید و یا نسبت به فردی اهانت نموده و اعمال غیر انسانی - اسلامی مرتکب شود یا به تلفن یا نوار ضبط صوت دیگری به نام کشف جرم یا کشف مرکز گناه گوش کند و یا برای کشف گناه و جرم هر چند گناه بزرگ باشد، شنود بگذارد و یا دنبال اسرار مردم باشد و تجسس از گناهان غیر نماید یا اسراری که از غیر به او رسیده ولو برای یک نفر فاش کند. تمام اینها جرم [و] گناه است و بعضی از آنها چون اشاعه فحشا و گناهان، از کبایر بسیار بزرگ است و مرتکبین هر یک از امور فوق مجرم و مستحق تعزیر شرعی هستند و بعضی از آنها موجب حد شرعی می‌باشد.
بند هفتم این فرمان در خصوص موارد استثناء از بند فوق در خصوص کشف جرایم علیه نظام جمهوری اسلامی ایران است اما در قسمت اخیر این بند مشخصاً آمده است: 
مؤکداً تذکر داده می‌شود که اگر برای کشف خانه‌های تیمی و مراکز جاسوسی و افساد علیه نظام جمهوری اسلامی از روی خطا و اشتباه به منزل شخصی یا محل کار کسی وارد شدند و در آنجا با آلت لهو یا آلات قمار و فحشا و سایر جهات انحرافی مثل مواد مخدره برخورد کردند، حق ندارند آن را پیش دیگران افشا کنند، چرا که اشاعه فحشا از بزرگترین گناهان کبیره است و هیچ کس حق ندارد هتک حرمت مسلمان و تعدی از ضوابط شرعیه نماید. فقط باید به وظیفه نهی از منکر به نحوی که در اسلام مقرر است عمل نمایند و حق جلب یا بازداشت یا ضرب و شتم صاحبان خانه و ساکنان آن را ندارند و تعدی از حدود الهی، ظلم است و موجب تعزیر و گاهی تقاص می‌باشد... 
لذا مطابق فرمان فوق، از آنجا که افشای جرایمی که به صورت غیرقانونی کشف گردیده‌اند، توسط ضابط قضایی (نیروی انتظامی) ممنوع است،‌ لذا رویه قضایی با استناد به همین ممنوعیت، به چنین گزارشاتی استناد نمی‌‌نمایند و با خروج این گزارش از عداد دلایل، به دلیل عدم وجود دلیل دیگری که دلالت بر بزهکاری متهم نماید، حکم برائت متهم از اتهام انتسابی را صادر می‌نمایند.

## ایرلند
حقوق اساسی ایرلند در برخورد با تحصیل نامشروع دلیل، قائل به تفکیک است و به طور مطلق، دلایلی که از به طریق نامشروع تحصیل شده‌اند را غیرقابل استناد تلقی نمی‌کند، بلکه در این نظام حقوقی، در صورتی که دلیل:
- از طریق نقض یکی از حقوق اساسی ملت مقرر در قانون اساسی ایرلند به دست آمده باشد، در دادگاه غیرقابل استناد خواهد بود.
- از طریق نقض یکی از  حقوق غیراساسی اشخاص - حقوقی که در قوانین عادی تعیین شده‌است - صورت گرفته باشد، استناد یا عدم استناد آن بستگی به نظر قاضی رسیدگی‌کننده دارد.

در این نظام قضایی، نظریه میوه درخت فاسد در صورتی مانع استنادپذیری دلیل می‌شود که ضابطین قضایی(نیروی انتظامی) با علم به غیرقانونی بودن اقدام خود، مبادرت به جمع‌آوری دلیل نمایند، اما در صورتی که دادستان بتواند ثابت نماید که این نقض حقوق اساسی، به صورت سهوی و اشتباهی صورت گرفته و عامدانه و مغرضانه نبوده‌است، دلیل تحصیل‌شده در دادگاه قابل استناد خواهد بود. برای مثال در صورتی که ضابطین قضایی، بدون آگاهی به وجود اشکال جزیی در دستور تفتیش، مبادرت به بازرسی منزل نمایند و دلایلی علیه صاحب‌خانه به دست آوردند، این دلایل در دادگاه قابل استفاده خواهد بود.